# Axelrodia
Genre
Axelrodia est un genre de poissons téléostéens de la famille des Characidae et de l'ordre des Characiformes.

## Liste d'espèces
Selon FishBase (08 juin 2015):
- Axelrodia lindeae Géry, 1973
- Axelrodia riesei Géry, 1966
- Axelrodia stigmatias (Fowler, 1913)